# USS Pittsburgh (1861)
USS Pittsburgh (także Pittsburg) – amerykańska pancerna kanonierka rzeczna typu City (Cairo) floty Unii z okresu wojny secesyjnej.

## Budowa i opis
"Pittsburgh" był jedną z siedmiu kanonierek rzecznych typu City, nazywanego też typem Cairo, zbudowanych w zakładach Jamesa B. Eadsa. Zamówione zostały przez Armię USA w sierpniu 1861, z przeznaczeniem do wspierania wojsk lądowych w operacjach wzdłuż rzeki Missisipi i jej dopływów.
"Pittsburgh" został zbudowany w stoczni w Carondelet (obecnie część Saint Louis) nad rzeką Missisipi, a wyposażany był w Cairo. Jego budowę rozpoczęto na przełomie września i października 1861, kadłub wodowano w październiku 1861, a okręt wszedł do służby 25 stycznia 1862. "Pittsburgh" nosił identyfikacyjne paski wokół kominów w kolorze jasnobrązowym.
Okręt był konstrukcji drewnianej, o napędzie centralnym kołem łopatkowym, ukrytym w tylnej części kazamaty. Część nadwodna była przykryta czworoboczną kazamatą o silnie pochylonych ścianach z grubego drewna (61 cm z przodu i 30 cm z boków i tyłu). Kazamata była częściowo opancerzona płytami żelaznymi grubości 63 mm - na przedniej ścianie oraz pas długości ok. 18,3 m na bokach na śródokręciu, w rejonie kotłowni i maszynowni. Również sterówka była pokryta żelazem grubości 32 mm, na podkładzie drewnianym.
Z powodu wrażliwości nieopancerzonej przedniej części ścian bocznych na ostrzał, część okrętów miała wzmacnianą osłonę w sposób improwizowany (np. "Cairo" w tym miejscu miał przykręcone zagięte szyny kolejowe). Brak jest informacji o ewentualnym wzmocnieniu pancerza "Pittsburgha", natomiast wiosną 1864, podczas nieudanej ekspedycji na Red River, zdjęto z niego opancerzenie w celu odciążenia i być może już go nie założono, z uwagi na brak potrzeb.
Uzbrojenie okrętu składało się z 13 dział, umieszczonych w strzelnicach w kazamacie oraz dodatkowo jednego 12-funtowego działa pokładowego. W jego skład wchodziły początkowo 3 działa gładkolufowe 8-calowe Dahlgrena, 2 działa gwintowane 42-funtowe, 2 działa gwintowane 30-funtowe, 6 dział 32-funtowych i 1 działo 12-funtowe gwintowane. W maju 1863 dwa działa 32-funtowe zamieniono na 9-calowe działa Dahlgrena. Pod koniec roku jedno działo 8-calowe zamieniono na gwintowane 100-funtowe, a dwa działa 42-funtowe zamieniono na 9-calowe. W nieustalonym czasie usunięto też 2 działa 32-funtowe. W grudniu 1863 uzbrojenie składało się z 1 działa 100-funtowego gwintowanego, 4 dział 9-calowych Dahlgrena, 2 dział 8-calowych Dahlgrena, 4 dział 32-funtowych, 2 dział 30-funtowych i 1 działa 12-funtowego.

## Służba
Podobnie, jak inne jednostki tego typu, "Pittsburgh" wszedł w styczniu 1862 w skład Zachodniej Flotylli Kanonierek Armii USA, a od 1 października 1862 przeszedł w skład Marynarki Wojennej USA, wraz z flotyllą, którą przemianowano na Eskadrę Missisipi. Aktywnie działał podczas kampanii na Missisipi i jej dopływach, począwszy od ataku na Fort Donelson 14 lutego 1862, podczas którego został uszkodzony.
Po naprawach, uczestniczył w atakach na "wyspę nr 10" na Missisipi 3 kwietnia 1862. 7 kwietnia podczas burzy zdołał przedrzeć się obok baterii wyspy i, wraz z "Carondelet", zaatakować baterie artylerii konfederackiej poniżej New Madrid, co umożliwiło przeprawę wojsk Unii.
"Pittsburgh" służył dalej m.in. w atakach na Fort Pillow w Tennessee (kwiecień-maj 1862), bitwie pod Fort Pillow (Plum Point Bend), bitwie pod Memphis (6 czerwca 1862), działaniach na rzece Yazoo. W styczniu 1863 działał na rzece White River i uczestniczył w ataku na Fort Hindman (Arkansas Post). W marcu 1863 uczestniczył w nieudanej próbie obejścia Vicksburga przez rozlewiska Steele (Steele’s Bayou Expedition). 16 kwietnia 1863 zdołał przedrzeć się w dół rzeki koło baterii Vicksburga. 29 kwietnia wspierał atak na Grand Gulf i został tam poważnie uszkodzony przez artylerię.
Po naprawie, w maju 1863 uczestniczył w ataku na Fort Beauregard w Luizjanie i działał na rzece Red River. W marcu-kwietniu 1864 wziął udział w nieudanej ekspedycji na Red River.
Po wojnie został wycofany ze służby w 1865 w Mound City, po czym sprzedany tam 29 listopada 1865.